# Брайан, Кэтрин
Кэ́трин Бра́йан (англ. Katherine Bryan; род. 1982, Солсбери, Англия) — британская флейтистка.

## Биография
Выросла в Лестершире. Окончила Четамскую школу музыки в Манчестере. В 1997 году единственной среди исполнителей на духовых инструментах выиграла престижный конкурс Ауди для молодых музыкантов, исполнив концерт Нильсена с оркестром Святого Мартина в полях под руководством Дэниела Хардинга. По стипендии Королевского филармонического общества училась в Джульярдской школе в Нью-Йорке (2000—2003). Дебютировала в Линкольн-центре в 2001 года, играла с Джульярдским симфоническим оркестром соль-мажорный концерт Моцарта для флейты. Выступала с Нью-Йоркским филармоническим оркестром, летом 2001 и 2002 с оркестром Тихоокеанского музыкального фестиваля под руководством Шарля Дютуа концертировала в Японии. C 2003 года — главная флейтистка Королевского Шотландского национального оркестра. В 2004 году играла моцартовский концерт на Scottish Power Proms, в том же году выступила с сольной программой на международном музыкальном фестивале в Челтнеме.
Выступает с Королевским филармоническим оркестром, Лондонским филармоническим оркестром, Шотландским камерным оркестром, Хельсинкским филармоническим оркестром, барочными оркестрами Великобритании и др.

## Записи
В 2010 году фирма Gramophone выпустила сольный диск Кэтрин Брайан с записью концертов Лоуэлла Либермана, Пуленка, Нильсена, Жоржа Ю.

## Педагогическая деятельность
Преподает в Королевской шотландской академии музыки и драмы.

## Признание
Лауреат многих национальных премий. Газета The Times назвала её великой надеждой Британии, восходящей звездой на небе искусства.